# Astaena plaumanni
Astaena plaumanni är en skalbaggsart som beskrevs av Frey 1973. Astaena plaumanni ingår i släktet Astaena och familjen Melolonthidae. Inga underarter finns listade.